# Onthophagus jacksoni
Onthophagus jacksoni là một loài bọ cánh cứng trong họ Bọ hung (Scarabaeidae).